# Mathilde Alanic
Mathilde Alanic es una escritora francófona, nacida el 10 de enero de 1864 en Angers (Maine-et-Loire) y fallecida el 20 de octubre de 1948 (a la edad de 84 años) en Angers.

## Biografía
Es hija de un empresario de la Rue Bressigny, en Angers. Fue alumna de Bergson en la Escuela Superior de Letras de Angers. Escribió sus primeros textos a la edad de 11 años, luego relatos cortos bajo el seudónimo de Miranda en la Revue de l'Anjou y en revistas parisinas, lo que le permitió darse a conocer. Su primera novela, Le Maître du Moulin Blanc, se publicó en La Petite Illustration en 1898. Luego pasó a escribir unas treinta novelas, principalmente sentimentales.
Con su serie Nicole, en 1901, comenzó la historia de la joven de Ma cousine Nicole, que alcanza hasta la vejez en 1939 con Nicole et les temps nouveaux después de haberse  casado (1920), haber sido madre (1921) y abuela (1929).

## Recompensas y posteridad
En 1903, recibió el Premio Montyon de la Academia Francesa por su obra Ma Cousine Nicole.
En 1913, recibió el Premio Jules Fabre de la Academia Francesa por su obra Petite miette.
En 1920, recibió el Premio Sobrier-Arnould otorgado por la Academia Francesa a obras moralizadoras y de fina calidad literaria.
En 1929, fue nombrado Caballero de la Legión de Honor.
Una calle en Angers y de San Silvano de Anjou llevan su nombre.

## Obras
- Norbert Dys, 1899
- Mi prima Nicolasa (Ma cousine Nicole)
- La Gloire de Fonteclaire, 1907
- Esperanzas (Les Espérances Collection Stella Nº4)
- Le Maître du Moulin-Blanc
- Le Mariage de Hoche
- Monette Collection Stella Nº 56
- La Petite Miette, 1911
- El milagro de las perlas (Le Miracle des perles, 1912)
- Y el amor dispone (Et l’amour dispose)
- La Petite Guignolette
- Les roses refleurissent, Plon 1919
- Le Sachet de lavande, 1924
- Deber de Hijo (Le devoir d’un fils, 1926)
- Les Loups Sur La Lande, 1928
- Nicole jeune grand'mere 1928
- Étoiles dans la nuit, 1932
- Las rosas reflorecen (Les roses fleurissent, Plon, 1933)
- Féli, 1936
- La Cinquième Jeunesse de Mme Ermance, 1944